# 新美村
新美村是中華民國嘉義縣阿里山鄉的一個村。

## 概要
位於阿里山鄉南部，南鄰茶山村、北鄰山美村和里佳村、西鄰大埔鄉和平村、東鄰高雄市那瑪夏區達卡努瓦里，最低海拔為300公尺的曾文溪岸，最高點為2000公尺高的幾阿左名山，面積24.4142平方公里。清代為鄒族大龜佛社之社地，族人曾經四處遷徙，最後才定居於此，後因瘟疫和仇殺人口銳減，遂投靠達邦社，日治時期為牧牛地，1897年人口9戶46人，1931年僅剩2戶9人，1948年在鄉長高一生的鼓勵下，里佳村、山美村、達邦村的部分居民遷居已經人去村空的此地，本村也從山美村析出，取名新美村。

## 聚落
- 亞依沙那屬第1鄰，位於新美村東北部的緩坡地，鄒語意為對面之義，居民絕大多數從達邦村遷來。[4]

- 伊拜班屬第2鄰，位於本村交通要道，居民大多數來自達邦村和山美村，少數來自里佳村。[4]

- 新美屬3、4鄰，為本村最大的聚落，村民多來自里佳村和達邦村，少數來自山美村。[4]

- 尼亞霍薩為本村最古老的聚落，為舊社地所在，村民多來自里佳村和達邦村。[4]

## 產業
位於嘉129線上，是阿里山鄉的重要農業地帶，當地栽種的苦茶樹所榨的苦茶油品質優良，傳統的竹編和藤編藝術十分有特色，新美香樟林步道為著名觀光景點。

## 設施
- 新美國小：位於新美聚落的西方，面積0.7015公頃，前身為1951年設立的山美國民學校新美分校，1961年獨立為新美國民學校，1968年改稱新美國民小學。[4]